# فرودگاه اسپروس کریک
فرودگاه اسپروس کریک (به انگلیسی: Spruce Creek Airport) یک فرودگاه خصوصی بهره‌برداری هوایی است که یک باند فرود آسفالت دارد و طول باند آن ۱۲۱۹ متر است. این فرودگاه در کشور ایالات متحده آمریکا قرار دارد و در ارتفاع ۷ متری از سطح دریا واقع شده است.